# Sredec (obwód Burgas)
Sredec (bułg. Средец) – miasto w Bułgarii, w obwodzie Burgas, siedziba gminy Sredec. W 2019 roku liczyło 8 512 mieszkańców.